# Federazione calcistica della Guyana
La Federazione calcistica della Guyana, ufficialmente Guyana Football Federation, fondata nel 1902, è il massimo organo amministrativo del calcio in Guyana. Affiliata alla CONCACAF dal 1961 e alla FIFA dal 1968, essa è responsabile della gestione del campionato di calcio e della nazionale di calcio del paese sudamericano.